# Les Fantômes du Palais d'Hiver (téléfilm)
Pour plus de détails, voir Fiche technique et Distribution.
Les Fantômes du Palais d'Hiver est un téléfilm réalisé pour la télévision française en 1977-1978 et faisant partie de la série Les Grandes Conjurations,.